# Catharsius platynotus
Catharsius platynotus är en skalbaggsart som beskrevs av Felsche 1907. Catharsius platynotus ingår i släktet Catharsius och familjen bladhorningar. Inga underarter finns listade.